# Renata Zienkiewicz
Renata Zienkiewicz z d. Tutkowska (ur. 9 kwietnia 1967 w Kościerzynie) – polska piłkarka ręczna, reprezentantka Polski i Niemiec. Mistrzyni świata (1993) i wicemistrzyni Europy (1994) w barwach Niemiec. Wielokrotna mistrzyni Niemiec.

## Kariera sportowa

### Kariera klubowa
Była wychowanką klubu Start Gdańsk, w którym rozpoczęła grę w 1982. Z gdańskim klubem zdobyła mistrzostwo Polski juniorek w 1984, awans do I ligi w 1985 i brązowy medal mistrzostw Polski w 1988. W 1988 wyjechała prywatnie do Niemiec. W sezonie 1989/1990 została zawodniczką TV Lützellinden i zdobyła z tą drużyną mistrzostwo Niemiec. Po rocznej przerwie związanej z urodzeniem dziecka, od 1991 do 1998 była zawodniczką TuS Walle Bremen prowadzonego przez Leszka Krowickiego. Zdobyła wówczas czterokrotnie mistrzostwo Niemiec (1992, 1994, 1995, 1996), raz wicemistrzostwo (1993) oraz Puchar Zdobywców Pucharów w 1994. Po zakończeniu gry w Bremie występowała jeszcze w niższych klasach rozgrywek, w zespołach SC Germania List Hannover (1998-2000), SC Buntekuh Lubeka (2000-2004) i SV Eidelstedt (2004-2005).

### Kariera reprezentacyjna
W 1985 zdobyła z reprezentacją Polski brązowy medal młodzieżowych mistrzostw świata. W I reprezentacji Polski debiutowała 24 września 1986 w towarzyskim spotkaniu z Austrią, wystąpiła m.in. na mistrzostwach świata w 1986 (13 miejsce) i mistrzostwach świata grupy „B” w 1987 (7 miejsce). Ostatni raz w biało-czerwonych barwach zagrała 6 listopada 1988 w towarzyskim spotkaniu z Austrią. Łącznie wystąpiła w seniorskiej reprezentacji Polski 48 razy, zdobywając 151 bramek. W 1993 otrzymała powołanie do reprezentacji Niemiec. W barwach tej drużyny sięgnęła po największe sukcesy będące udziałem polskiej zawodniczki w historii tego sportu. W 1993 została mistrzynią świata, a w 1994 wicemistrzynią Europy. W tym drugim turnieju została najlepszym strzelcem swojej drużyny. Przed Igrzyskami Olimpijskimi w Atlancie (1996) doznała kontuzji i nie została zakwalifikowana na ten turniej. Łącznie w reprezentacji Niemiec zagrała 52 razy.